# Shōnen Ace
Shōnen Ace (少年エース Shōnen Ace?) är en japansk shōnentidning av Kadokawa Shoten som sedan 1994 släpper ett nummer per månad.